# Willem Boudewijn Donker Curtius van Tienhoven
Willem Boudewijn Donker Curtius van Tienhoven ('s-Hertogenbosch, 29 december 1778 – 's-Gravenhage, 16 april 1858) was een Nederlands rechter en politicus.

## Levensloop
Donker Curtius was de zoon van Boudewijn Donker Curtius, president van het Keizerlijk Gerechtshof en het Hoog Gerechtshof der Verenigde Nederlanden, en diens echtgenote Cornelia Hendrica Strachan. Hij was tevens de broer van de liberale minister van justitie Dirk Donker Curtius, die een belangrijk aandeel speelde in de Grondwetsherziening van 1848. 
Donker Curtius studeerde rechten te Leiden, waar hij in 1798 promoveerde op stellingen. Vervolgens werd hij advocaat te Dordrecht. Van 1800 tot 1811 was hij lid van de Hoge Vierschaar van Zuid-Holland; in 1832 werd hij benoemd tot president van de Rechtbank 's-Gravenhage. In 1803 trouwde Donker Curtius te Dordrecht met Petronella Antonia van Kessel.
Naast zijn juridische carrière was Donker Curtius ook actief in de politiek van het jonge Koninkrijk: in 1814 en 1818 was hij lid van de Provinciale Staten van Holland en in 1825 werd hij verkozen tot lid van de Tweede Kamer, waar hij tot 1838 zou blijven. Hij was een gematigd voorstander van hervormingen, pleitbezorger van vrijhandel en tegenstander van de doodstraf en van lijfstraffen. In 1830 was hij voorstander van splitsing van het Koninkrijk, waarbij in Noord en Zuid het Huis van Oranje-Nassau de dynastie zou blijven. Hij had een belangrijk aandeel in de voorbereiding van en de discussies over de nieuwe wetboeken.
Bij de oprichting van de Hoge Raad der Nederlanden in 1838 werd Donker Curtius benoemd tot vicepresident. In 1845 volgde hij de overleden A.W. Philipse op als president; hij zou deze functie blijven uitoefenen tot 1 oktober 1855, toen hem op verzoek ontslag werd verleend. Bij zijn ontslag werd hij tevens benoemd tot minister van staat. Hij overleed drie jaar later. Donker Curtius' zoon, François Cornelis Donker Curtius (1805–1888), was van 1866 tot 1886 eveneens raadsheer in de Hoge Raad.
- Biografisch Portaal: 02278199
- Digitale Bibliotheek voor de Nederlandse Letteren: donk012
- Gemeinsame Normdatei: 1020260130
- International Standard Name Identifier: 0000 0000 3712 1923
- Library of Congress Control Number: n87896911
- Nederlandse Thesaurus van Auteursnamen: 070011192
- Parlement.com: vg09llqz10xh
- Virtual International Authority File: 1540017
- WorldCat: E39PBJmxRFgdwCkgqrgrygDH4q